# Нокаут-система
Нокаут-система — система проведения шахматных турниров, представляет собой вариант плей-офф, построенный с учётом особенностей шахмат — в каждом туре участники играют не одну партию, а матч из нескольких партий с гарантированным неничейным результатом.

## Описание
- Турнир проводится в несколько этапов, количество которых определяется количеством игроков.
- На каждом этапе участники играют матч из двух-четырёх партий: две партии с классическим контролем времени, в случае счёта 1:1 следует одна партия в быстрые шахматы, если же она заканчивается вничью, то играется блиц-партия, в которой в случае ничьей победа присуждается чёрным.
- Победитель матча переходит в следующий тур, проигравший выбывает из турнира.
- В финале двое участников играют матч из шести партий за первое место.

Конкретные детали регламента могут различаться, но основной принцип всегда соблюдается: турнир из серии микроматчей, в котором в следующий тур выходят победители предыдущего.

## Использование
Нокаут-система была введена в 1995 году ФИДЕ для розыгрыша звания чемпиона мира по шахматам. Основных причин её введения называлось две:
- Матчи претендентов недостаточно популярны, чтобы привлечь серьёзных и богатых спонсоров. Большой по количеству игроков, но быстрый и напряжённый турнир, в котором определяется чемпион, в этом смысле гораздо более привлекателен.

В чемпионате мира по нокаут-системе чемпион мира менялся в каждом розыгрыше. Нокаут-система на соревновании такого уровня встретила много возражений, прежде всего, касающихся применения укороченного контроля времени, который, по мнению многих, отрицательно сказывается на качестве партий. В конечном итоге ФИДЕ отказалась от нокаут-системы на чемпионате мира, тем не менее, элементы этой системы сохранились в действующем порядке проведения турнира и матчей на первенство мира: в регламенте сохраняется принцип определения победителя в быстрых и блиц-партиях в случае ничьей в основной серии, проводящейся с классическим контролем времени.
В настоящее время нокаут-система по-прежнему используется в ответственных турнирах, таких как Матчи претендентов 2011 и чемпионаты мира среди женщин (например, 2008, 2012 и 2015).